# Boeing B-17 Flying Fortress
B-17 Flying Fortress (B17 Leteća tvrđava) je američki teški bombarder iz II. svjetskog rata. Prototip je proizvela tvrtka Boeing 1935., a posljednja je inačica imala 4 motora po 895 kW, krstareću brzinu veću od 290 km/h, dolet veći od 5000 km, vrhunac leta oko 11 000 m, nosivost bombi veću od 4000 kg.
Naziv je dobila po vrlo snažnom obrambenom naoružanju (13 mitraljeza kalibra 12,7 mm). 
Tijekom rata proizvedeno je više od 12 000 primjeraka. 
God. 1945. proizveden je veći i snažniji bombarder B-29,zvan Super tvrđava, iz kojega je bila bačena prva atomska bomba na Hirošimu i Nagasaki. Prema tim se zrakoplovima letećom tvrđavom nazivaju i drugi, njima slični bombarderi.
U podmorju otoka Visa, pored mjesta Rukavac, nalaze se ostaci jednog zrakoplova ovog tipa.

## Tehničke karakteristike
Osnovne karakteristike
- masa zrakoplova: 8.670 kg
- maksimalna masa uzlijetanja: 19.200 kg

Letne karakteristike
- ekonomska brzina: 290 km/h
- dolet: >5000 km
- najveća visina leta: 11.000+ m
- nosivost bomba: 4000 kg